# Bhimrao Ramdži Ambedkar
Bhimrao Ramdži Ambedkar (angleško Bhimrao Ramji Ambedkar, 14. aprila 1891 - 6. decembra 1956), znan tudi kot Dr. Babasaheb Ambedkar, je bil indijski pravnik, ekonomist, politik in socialni reformator. Navdihnil je budistično gibanje Dalit in se boril proti socialni diskriminaciji nedotakljivih (Daliti). Podpiral je tudi pravice žensk in dela. Bil je neodvisni prvi indijski minister za pravo in pravosodje, arhitekt indijske ustave in ustanovni oče Republike Indije.
Leta 1956 je sprožil množično spreobrnitev Dalitov, ki so s 600.000 zagovorniki prešli v budizem. V Indiji je obudil budizem. Ambedkar med budisti Navayana velja za bodhisattvo in Maitrejo.
Leta 1990 je bila Ambedkarju posmrtno podeljena najvišja indijska civilna nagrada Bharat Ratna. Zapuščina Ambedkarja vključuje številna spominska obeležja in upodobitve v popularni kulturi. Zapuščina Ambedkarja kot družbeno-političnega reformatorja je močno vplivala na sodobno Indijo.
Anketa, ki sta jo leta 2012 organizirala History TV18 in CNN IBN, je Ambedkarja izbrala za "največjega Indijca" (The greatest Indian).
Ambedkar Džajanti (Ambedkarjev rojstni dan) je vsakoletni festival, ki se praznuje 14. aprila in ga ne praznujejo samo v Indiji, ampak po vsem svetu. Ambedkar Džajanti praznujejo kot uradni državni praznik po vsej Indiji. Združeni narodi so v letih 2016, 2017 in 2018 praznovali Ambedkarja Džajanti.